# Maler von Louvre F 6

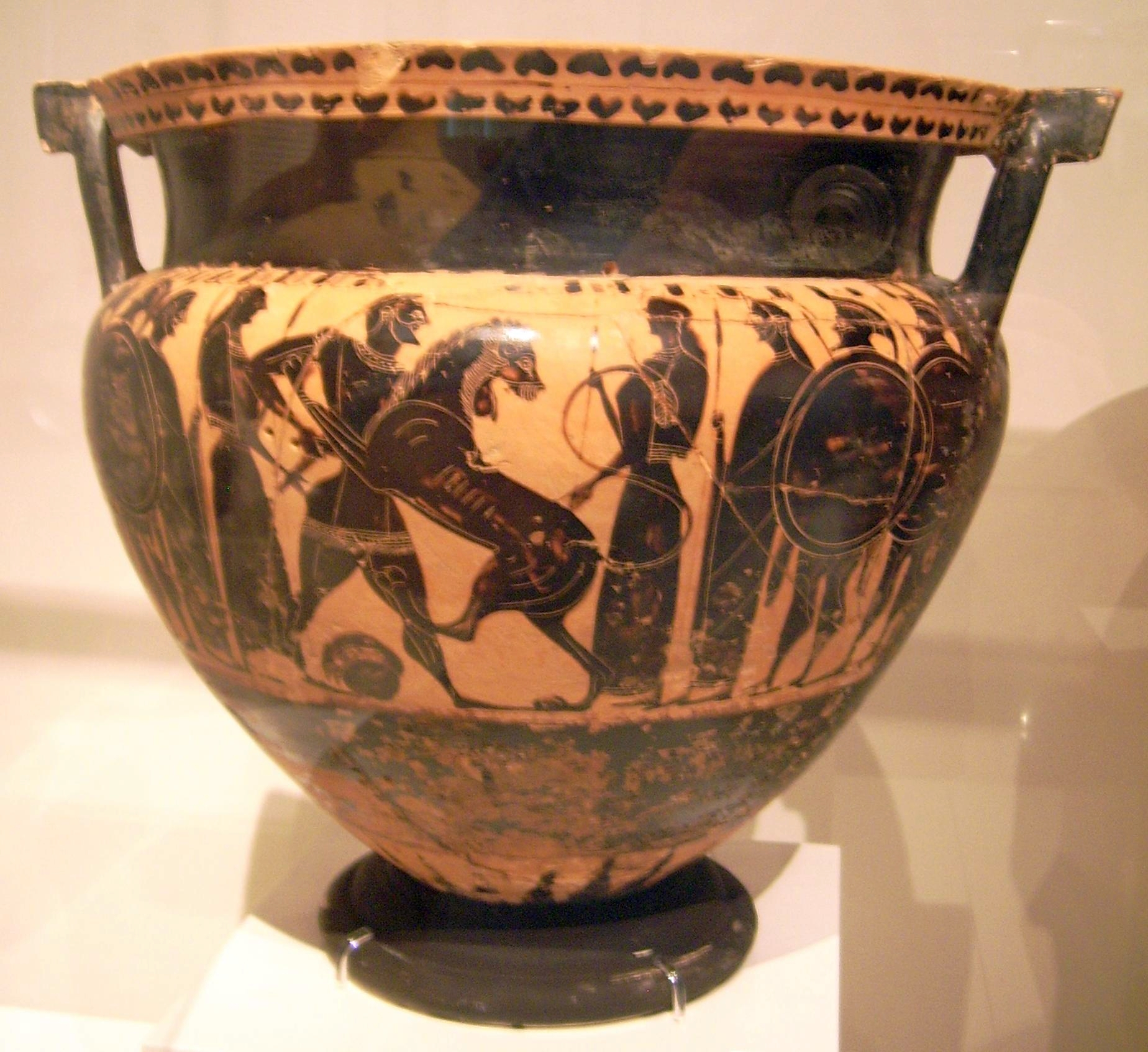
Kolonettenkrater; Herakles kämpft mit dem Nemeischen Löwen; aus Thespiai; um 550/540 v. Chr.; Archäologisches Nationalmuseum Athen

Der Maler von Louvre F 6 ist ein mit einem Notnamen benannter attischer Vasenmaler des schwarzfigurigen Stils, der in der Mitte des 6. Jahrhunderts v. Chr. tätig war.
Der Maler von Louvre F 6 wirkte im Umkreis des weitaus bekannteren Vasenmalers Lydos und war wohl in dessen Werkstatt tätig. Seine Werke gelten als handwerklich durchschnittlich und in der Motivwahl als eher langweilig. Er bemalte vor allem neuartige, mit Schultern versehene Hydrien, Kratere, vor allem Kolonettenkratere, und Bauchamphoren, die in ihrer Art an die spätesten korinthischen Kratere und Amphoren dieser Art erinnerten. Er verzierte sie mit aus der korinthischen Vasenmalerei entlehnten breiten Zungenmustern und klecksigen Efeublättern. Ihn verbindet mit Lydos und anderen Malern aus dessen Kreis, wie etwa dem Maler von Vatikan 309, dass er Tierbilder zeichnet, vor allem jedoch, dass er diese Tierbilder noch zu dieser Zeit auf großen Vasen in Athen darstellt.

## Werke
- Paris, Louvre

Hydria F 6 (CA 3001) 
Kolonettenkrater E 678 
- Sammlung Zimmermann

Lekanisdeckel